# Dorothea Sibylle von Brandenburg

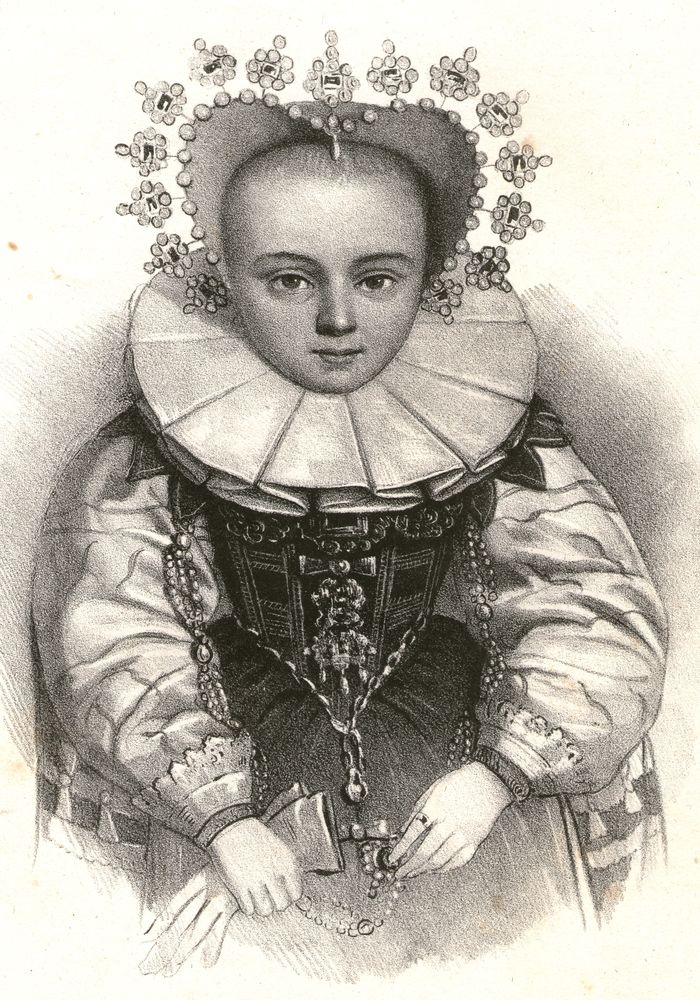
Dorothea Sibylle von Brandenburg, Herzogin von Brieg

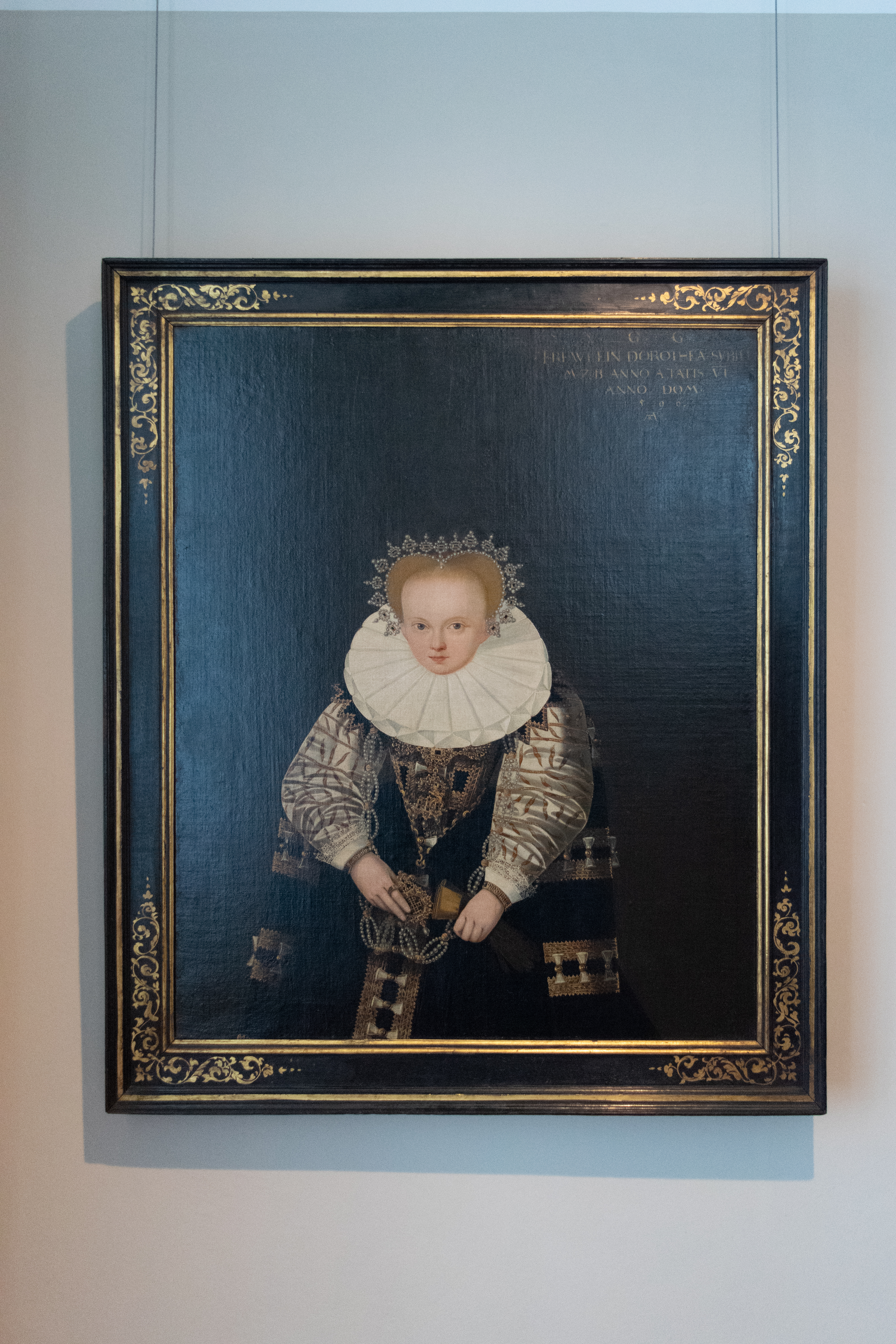
Dorothea Sibylla (Alter 6 Jahre)
Gemälde Andreas Riehl d. J. 1596

Dorothea Sibylle von Brandenburg, auch (Herzogin) Dorothea Sibylla von Liegnitz und Brieg, geb. Markgräfin von Brandenburg (* 19. Oktober 1590 in Berlin; † 9. März 1625 in Brieg) war eine Prinzessin von Brandenburg und durch Heirat Herzogin von Brieg.

## Leben
Dorothea Sibylle war eine Tochter des brandenburgischen Kurfürsten Johann Georg (1525–1598) aus dessen dritter Ehe mit Elisabeth (1563–1607), Tochter des Fürsten Joachim Ernst von Anhalt. Nach dem Tod ihres Vaters wurde sie in Crossen, dem Leibgedinge ihrer Mutter, erzogen.
Am 12. Dezember 1610 vermählte sie sich in Berlin mit dem Brieger Herzog Johann Christian (1591–1639). Aus der 15-jährigen Ehe gingen viele Kinder hervor. Dorothea Sibylle, die als leutselig und fromm galt, hatte wesentlichen Einfluss auf den Übertritt ihres Mannes zum reformierten Glauben. 1619 beabsichtigte sie, in Brieg die erste Bibelgesellschaft für arme Landwirte zu gründen.
Das im Jahr 1830 erschienene Werk Denkwürdigkeiten aus dem Leben der Herzogin Dorothea Sibylla von Liegnitz und Brieg: geborenen Markgräfin von Brandenburg und ihrer Leib- und Hebeamme Margaretha Fuss. Wörtlich aus des Rothgerbers Valentin Gierths Haus- und Tagebuche mit einem Vorworte des Syndicus Koch (Falch, 1830) stellte wenige Jahre später der Historiker Heinrich Wuttke als Erfindung des Verfassers heraus. Ein beinah gleichnamiges Werk aus dem Jahr 1838 beruhte ebenso auf Fälschungen.

## Nachkommen
Aus ihrer Ehe hatte Dorothea Sibylle folgende Kinder:
- Georg III. (1611–1664), Herzog von Brieg

⚭ 1. 1638 Prinzessin Sophia Katharina von Münsterberg-Oels (1601–1659)
⚭ 2. 1660 Pfalzgräfin Elisabeth Maria Karolina von Simmern (1638–1664)
- Joachim (1612–1613)
- Heinrich (*/† 1614)
- Ernst (*/† 1614)
- Anna Elisabeth (1615–1616)
- Ludwig IV. (1616–1663), Herzog von Liegnitz

⚭ 1649 Prinzessin Anna Sophie von Mecklenburg-Güstrow (1628–1666)
- Rudolf (1617–1633)
- Christian (1618–1672), Herzog von Brieg

⚭ 1648 Prinzessin Luise von Anhalt-Dessau (1631–1680)
- August (1619–1620)
- Sibylle Margarethe (1620–1657)

⚭ 1637 Graf Gerhard von Dönhoff († 1648)
- Dorothea (*/† 1622)
- Agnes (*/† 1622)
- Sophia Magdalena (1624–1660)

⚭ 1642 Herzog Karl Friedrich I. von Münsterberg-Oels (1593–1647)